# Tombokoye Tessa
Tombokoye Tessa (* um 1927 in Sina Dey, Tessa; † 14. April 1990 in Niamey; eigentlich Adamou Ali) war ein nigrischer Sänger.

## Leben
Tombokoye Tessa gehörte der Volksgruppe Songhai-Zarma an. Er war ein Sohn und Enkel islamischer Gelehrter. Er sollte ihn deren Fußstapfen treten, beendete jedoch seine theologische Ausbildung nicht. Bestimmte Elemente islamischer Gelehrsamkeit, etwa die Technik der Koranrezitation, prägten seine Herangehensweise als Künstler. Tombokoye Tessa verstand sich selbst als Marabout. Er sang in der Sprache Songhai-Zarma und üblicherweise ohne instrumentale Begleitung. Stilistisch traditionell ausgerichtet, passte er die Thematik seiner Lieder der jeweiligen Aktualität an.
Tombokoye Tessa erlangte in Niger während seiner rund fünfzigjährigen Laufbahn ein großes Renommee als Sänger. Wegen seiner Popularität war er oft im nationalen Radio zu hören.